# Постник
Постник е село в Южна България. Намира се в община Момчилград, област Кърджали.

## Население
Численост и дял на етническите групи според преброяването на населението през 2011 г.:
|                     | Численост | Дял (в %) |
| Общо                | 231       | 100,00    |
| Българи             | 0         | 0,00      |
| Турци               | 231       | 100,00    |
| Цигани              | 0         | 0,00      |
| Други               | 0         | 0,00      |
| Не се самоопределят | 0         | 0,00      |
| Неотговорили        | 0         | 0,00      |

## Религия
В селото се намира текето на Ахат Баба. То е изградено по сунитския канон, но се почита от алианите в района. Носи името на Ахат баба – сунитски светец, надарен с магическа сила и способности. Около сградата има запазени стари гробове с арабски надписи по тях.

## Личности
- Халил Мутлу – турски трикратен олимпийски шампион по вдигане на тежести